# Parco solare Quaid-e-Azam
| Quaid e Azam Solar Park  | Quaid e Azam Solar Park                      |
| قائد اعظم سولر پارک      | قائد اعظم سولر پارک                          |
| ------------------------ | -------------------------------------------- |
| Nazione                  | Pakistan                                     |
| Location                 | Bahawalpur, Punjab                           |
| Coordinate               | 29°19′09″N 71°49′25″E                        |
| Stato                    | completati 400 MWp                           |
| Costo di costruzione     | $131.15 milioni (1 fase)                     |
| Proprietà                | Governo del Punjab                           |
| Gestore                  | QA Solar                                     |
| Centrale solare          |                                              |
| Tipo                     | pannelli fotovoltaici a schermo piatto       |
| n. collettori            | 392.158 (1 fase)                             |
| Area collettori          | 200 ettari (1 fase); area totale 2600 ettari |
| Capacità energetica      | 1920 kWh/m2/anno                             |
| Produzione netta annuale | 1530 GW·h (previsto) per 100 MWp 1ª fase     |
| Link esterni             |                                              |
| Website                  | qasolar.com                                  |

Il parco solare Quaid-e-Azam (in urdu قائد اعظم سولر پارک‎?) è una centrale fotovoltaica a Bahawalpur, Punjab, Pakistan, chiamata così in onore del fondatore del Pakistan. 
Nel 2013 il governo ha progettato un parco solare di 2 600 ettari in grado produrre 1000 MW di energia. Un primo impianto pilota da 100 MW è stato costruito e messo in funzione nel maggio 2015 per un costo di 131,15 milioni di dollari. Si estende su 200 ettari e utilizza circa 400 000 moduli solari. Il progetto ha attirato l'attenzione degli investitori nazionali e internazionali, ma a causa dell'opposizione della concorrenza alla fine furono completati solo 400 MW sui 1000 MW previsti.

## Criticità del progetto
La centrale ha sollevato critiche a causa delle polveri del deserto di Bahawalpur, che potrebbero ostacolare l'efficienza dei pannelli, riducendo fino al 90% la produzione dell'impianto. È stato anche obiettato che i 400.000 pannelli installati richiedono, per il funzionamento e la pulizia, 124 milioni di litri d'acqua, in una zona dove le piogge sono rare. L'impianto però utilizza l'acqua salmastra di falda, non destinata al consumo umano. Inoltre, la temperatura di Bahawalpur supera in estate i 45 °C, ma scende anche a temperature molto basse in inverno, mentre i pannelli solari sono progettati per funzionare alla temperatura ideale di 25 °C. 

## Impatto ambientale del progetto
Il parco solare Quaid-e-Azam si trova nel Parco Nazionale Lal Suhanra. I critici hanno affermato che il progetto ha alterato la biodiversità del parco, abitato da fauna selvatica tra cui Chinkara (Gazzella indiana), Caracal e Houbara Bustard. Il parco solare infatti comporta un aumento dell’attività umana, anche se di poche decine di persone,  e la costruzione di una rete di infrastrutture. Un altro motivo di preoccupazione riguarda lo smaltimento dei pannelli fotovoltaici una volta dismessi, dato che hanno un ciclo di vita di soli 25 anni.